# Der treue Johannes

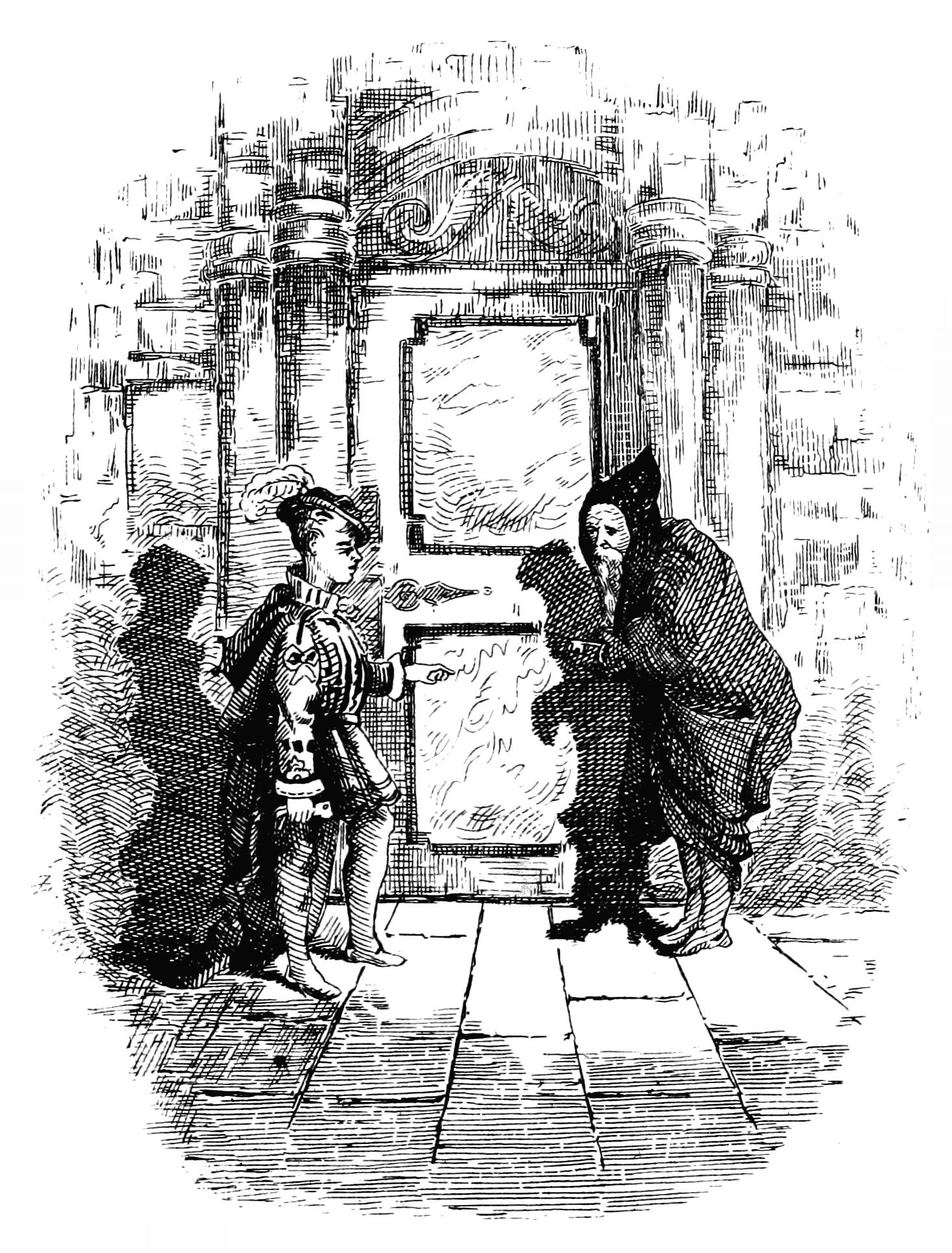
Illustration von George Cruikshank, 1876

Der treue Johannes ist ein Märchen (ATU 516). Es steht in den Kinder- und Hausmärchen der Brüder Grimm ab der 2. Auflage von 1819 an Stelle 6 (KHM 6). In der 2. Auflage lautete der Titel Der getreue Johannes.

## Inhalt

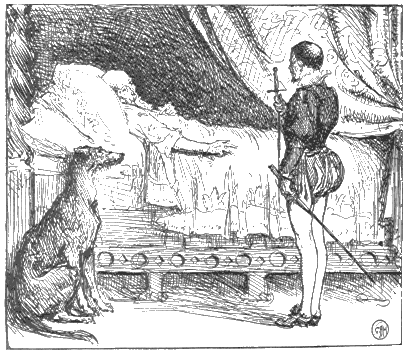
Illustration von Henry Justice Ford, 1889

Der sterbende König nimmt seinem treuesten Diener Johannes das Versprechen ab, seinen Sohn zu unterrichten und ihm alle Kammern im Schloss zu zeigen, außer der letzten, in der das Bild der Königstochter vom goldenen Dache steht. Der Königssohn merkt, wie der treue Johannes ihm ein Zimmer nicht zeigen will, und besteht darauf. Er fällt in Ohnmacht vor dem Bild der Königstochter und will sie unbedingt haben. Auf Rat des treuen Johannes wird eine Tonne feinstes Goldgeschirr geschmiedet, mit dem sie als Kaufleute vor ihr Schloss segeln. Der treue Johannes lockt sie mit einer Schürze voller Goldsachen aufs Schiff und fährt los, während ihr der Königssohn unter Deck noch das übrige Geschirr zeigt. Sie erschrickt, als sie den Betrug bemerkt, lässt sich aber versöhnen, als der Königssohn sich zu erkennen gibt und seine Liebe offenbart. Der treue Johannes hört am Bug drei Raben zu. Sie sprechen von einem fuchsroten Pferd, das den König davontragen wird, wenn nicht ein anderer vorher aufspringt und es erschießt, einem Brautkleid aus Schwefel und Pech, das ihn bis auf die Knochen verbrennen wird, wenn nicht einer es mit Handschuhen ins Feuer wirft, und dass die Braut beim Tanz wie tot hinfallen und sterben wird, wenn ihr nicht einer drei Blutstropfen aus der Brust zieht und wieder ausspeit. Wer das aber dem König verrät, wird zu Stein. Als der treue Johannes schweigend dem König zuvorkommt und das Pferd und das Kleid unschädlich macht, verteidigt der ihn noch vor den anderen Dienern. Als er aber die Braut rettet, indem er ihr Blut aus der Brust zieht, lässt er ihn zum Galgen führen. Dort erklärt der treue Johannes, warum er zu Unrecht verurteilt ist, und wird zu Stein. Der König bereut und lässt das steinerne Bild neben seinem Bett aufstellen. Eines Tages spricht es zu ihm, dass er seinen treuen Diener erretten kann, wenn er seinen beiden Söhnlein den Kopf abhaut und ihn mit deren Blut bestreicht. Der Vater tut es schweren Herzens, worauf Johannes lebendig wird und auch die Söhnlein wiederbelebt. Nachdem die Königin beweist, dass sie ebenso entschieden hätte, leben sie glücklich.

## Herkunft

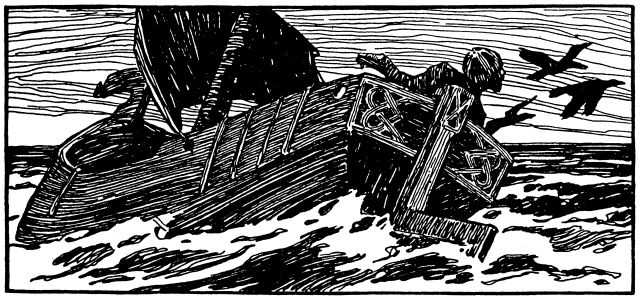
Illustration von Otto Ubbelohde, 1909

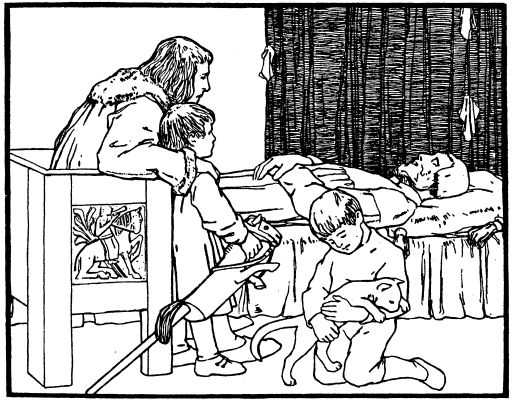
Illustration von Otto Ubbelohde, 1909

Grimms Anmerkung notiert „Aus Zwehrn“ (wohl von Dorothea Viehmann) und gibt eine „andere Erzählung aus dem Paderbörnischen“ (von Familie von Haxthausen) wieder: Ein armer Bauer bittet denjenigen zu Gevatter, das heißt, er bittet denjenigen Taufpate zu werden, der ihm zuerst begegnet. Es ist der König, der Roland mit seinem eigenen Sohn Joseph aufwachsen lässt. Als sie zwanzig Jahre alt sind, überlässt er ihnen die Schlüssel zu allen Zimmern, wovon eines verboten ist. Als Roland darin ein Tuch über einem Bild hochhebt, verliebt er sich in dieses Bild einer Prinzessin, die aber in einem verschlossenen Turm sitzt und nur abends im verschlossenen Wagen zu den Eltern und vor Tagesanbruch zurückgefahren wird. Da gibt ihnen der Vater drei Schiffe mit Kanonen und eines mit schönen Waren. Auf Josephs Bitte erlässt der König ein Gesetz, dass immer nur einer auf das Schiff darf. König und Königin besehen und kaufen Waren, dann wird ihre Tochter entführt und das verfolgende Schiff von den Kanonen zerschossen. Joseph hört nachts, wie eine Stimme zur anderen sagt, dass dem schwarzen Pferd der Kopf abgeschlagen, dem Bräutigam auf der Hochzeit das Glas vor dem Mund weg geschlagen und dem Drachen in der Hochzeitsnacht die sieben Köpfe abgeschlagen werden müssen, um die Prinzessin zu ehelichen. Joseph tut das alles. Als er sich erklärt, wird er zu Stein. Auf den dreimaligen Traum von Rolands Frau hin bestreichen sie ihn mit dem Blut des Kindes. Joseph wandert mit dessen Leichnam herum, bis ein alter Mann ihm Wasser des Lebens und Wasser der Schönheit gibt, womit er es wiederbelebt. Grimms nennen noch Wolfs Hausmärchen „S. 383“, ferner KHM 60 Die zwei Brüder. Sie stellen fest, es handle sich offenbar um die Geschichte von Amicus und Amelius, und vergleichen weiter das Hildebrandslied, Der arme Heinrich „S. 187 folg.“ und eine „Sage vom Kind Oney“, „weitere Nachweisungen im Athis S. 46“, zum Hemd jenes, das Dejanira dem Herkules oder Medea der Glaucke schickt. Grimms vermuten, es fehle in vorliegender Fassung der Fluch irgendeines Zauberweibes als Ursache des Verderbens, wie im Pentameron IV,9 Der Rabe wahrscheinlich der Vater der Braut. Sie nennen noch Dieterich „S. 38“, Kölle „s. unten“, zur Schiffsausrüstung das „Gedicht von Gudrun“ ab Vers 1060.
Das Märchen blieb von Auflage zu Auflage bei Grimm inhaltlich gleich. Die Wendung „das Herz wollte ihm zerspringen“ (vgl. KHM 1, 56, 89, 166) kommt auch anderweitig, etwa bei Goethe (Faust I, V. 3607) oder Grimmelshausen vor. Vgl. bei Grimm zum mystischen Bruder KHM 1 Der Froschkönig oder der eiserne Heinrich, KHM 57 Der goldene Vogel, KHM 126 Ferenand getrü und Ferenand ungetrü, KHM 136 Der Eisenhans, zur verbotenen Kammer KHM 3 Marienkind, KHM 46 Fitchers Vogel, KHM 62a Blaubart, KHM 73a Das Mordschloß, zum toten Pferd KHM 57 Der goldene Vogel, KHM 89 Die Gänsemagd, KHM 135 Die weiße und die schwarze Braut, zu den Blutstropfen: KHM 53 Schneewittchen, KHM 56 Der Liebste Roland, KHM 88 Das singende springende Löweneckerchen, KHM 89 Die Gänsemagd, zur Versteinerung: KHM 60 Die zwei Brüder, KHM 62 Die Bienenkönigin, KHM 69 Jorinde und Joringel, KHM 85 Die Goldkinder. Die Handlung ähnelt in Giambattista Basiles Pentameron IV,9 Der Rabe, das Blut auch III,9 Rosella, das tödliche Kleid dem Nessoshemd von Deïaneira aus dem griechischen Mythos. Vgl. ferner Das weiße Hemd, das schwere Schwert und der goldene Ring, Der getreue Paul, zur Fernliebe auch Der Hinkelhirt in Johann Wilhelm Wolfs Deutsche Hausmärchen, in Ulrich Jahns Volksmärchen aus Pommern und Rügen Nr. 7 Von der wunderschönen Prinzess, verwünscht im wilden Meer in der Steinklippe, Nr. 8 Die drei Raben.

## Märchenforschung

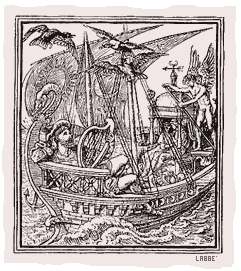
Illustration von Walter Crane

Märchentyp AaTh 516, vollständig zuerst in Basiles Pentameron als Der Rabe, kommt fast in ganz Europa bis Indien und Sibirien vor, auch in Korea, Nordafrika und Amerika. Den besten Überblick zu vielen Varianten liefert offenbar eine Monographie von Erich Rösch aus dem Jahr 1928, der eine Urform ab dem 12. Jahrhundert in Südungarn annahm. Nach Rösch unterscheidet man „Seefassungen“ wie unsere von „Landfassungen“, hier wird die Prinzessin etwa vom Vater mit Zauberkraft festgehalten und mittels einer Art Trojanischem Pferd befreit, die Schicksalskünder können schon auf dem Hinweg begegnen („Künderfassungen“), oder die Prinzessin wird wieder geraubt und muss erneut befreit werden („Landfassungen mit Rückentführung“). Kern der Geschichte sei die Abwehr der Gefahren durch den Helfer, der Rest begegnet auch in anderen Märchen. Eine Fernliebe mit Brautraub gibt es in der Skírnismál der Edda, die Entführung mit Schiffswaren seit Herodot 1,1 oft in mittelalterlicher Dichtung, die Rettung des Prinzen in Somadevas Kathāsaritsāgara und indischen Erzählungen von verdächtigten Lebensrettern, z. B. von Ichneumon im Tantrākhyāyika, auch bei Pausanias. Zur gefährlichen Brautnacht und Versteinerung vgl. Tobias im Buch Tobit (Tob 3,8 ) bzw. Lots Frau (Gen 19,26 ) und Niobe. Zur Opfer-Episode passen Hartmann von Aues Der arme Heinrich, die Legenda aurea (Kap. 12) und Amicus und Amelius besser als die oft genannte Geschichte des Vīravara. Besonders Amicus und Amelius hat laut Christine Shojaei Kawan weitere Parallelen und könnte die Entwicklung des Märchens wesentlich beeinflusst haben. Der Brautraub, ohnehin widersinnig, da der Prinz ein standesgemäßer Freier ist, ist in mündlichen „Landfassungen“ seltener, das Kindsopfer oft abgemildert, indem etwa die Erlösung mit vorhergesagt, ein Rezept zur Heilung mitgeliefert wird oder einige Tropfen Blut oder bloße Opferbereitschaft genügen. Heilendes Blut kennen besonders mittelalterliche Legenden, vgl. auch Basiles Rosella. Die Fernliebe oder Liebe durch Bild ist ein gängiges Erzählmotiv. Wie Kawan bemängelt auch Hans-Jörg Uther den kritiklosen Beifall vieler Interpreten zur „Blut-und-Treue-Mentalität“, statt auch dem sozialhistorischen Hintergrund einer ritterlichen (kriegerischen) Gesellschaft nachzugehen. Der Helfer heißt in europäischen Fassungen oft Johannes, was ein Naturmythologe mit Johannes Baptist, Anthroposophen mit Johannes Evangelist verbanden. Auch die Brüder Grimm wussten das wohl, da sie den Namen beließen. Dass er hier ein alter Diener ist, sublimiert allerdings die verdeckte Erotik der Dreiecksgeschichte, oft ist er ein Bruder des Helden (vgl. KHM 1, 126, 136).

## Interpretation

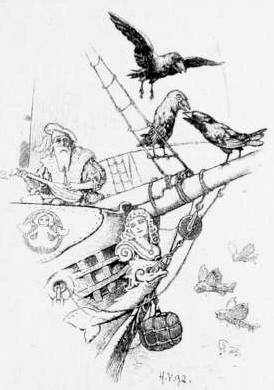
Illustration von Hermann Vogel

Der treue Johannes ähnelt in seinem überlegenen Wissen und väterlichen Schutzauftrag einem mystischen Bruder (s. a. KHM 1, 57, 136) in psychologischer Fortsetzung des Zweibrüdermärchens (KHM 60). In unzähligen Varianten aus allen Kulturen (z. B. Chadir) entspricht er letztlich dem Stein der Weisen oder Mercurius. Letzterer ist auch unvollkommen und doch göttlich, irrational und mächtig, hat Beziehung zu Stein, Metall und vereint Liebende. Tiefenpsychologisch ist er damit das Selbst. Laut Hedwig von Beit entspricht der junge König allen drei Brüdern in Drei-Brüder-Märchen (siehe KHM 63 Die drei Federn) als weltlicher Erbe des Vaters, während der magische Helfer, sonst oft Attribut des schwächsten Bruders, von ihm getrennt ist. Der Name Prinzessin vom goldenen Dache weist auf eine erleuchtete und überhöhte Irrealität hin, die notwendigerweise auch einen niedrigen oder bösen Aspekt hat. In Varianten hat sie innere Teufel oder Schlangen, ist Nachtmahr, Vampir oder Pferd, hier angedeutet in verbotener Kammer (vgl. KHM 3, 46, 62a, 73a), Pferd, Nessoshemd und Blutstropfen.
Bei Edzard Storck erweckt Apostel Johannes (Joh 21 ) den Menschen im Mysterium der göttlichen Weisheit Sophia (Weish 7,21 ), was Gefahr birgt. Er zitiert auch Faust II, 3. Akt („Geh und häufe Schatz auf Schatz Geordnet an …“), Hölderlins Der Tod des Empedokles I, 2, 4 („Es muß Beizeiten weg, durch wen der Geist geredet …“). Für Ortrud Stumpfe sagt die harte Bildsprache, dass nur das Herz dem Kopf sein Recht zumisst. Jeder hat die Gabe zur Selbstüberwachung, still vor dem Abgleiten ins Süchtige bewahrend.
Es wiederholen sich die anfängliche Unbelebtheit der Prinzessin als Bild in der Starre des versteinerten Roland sowie die Blutopfer zu ihrer Gewinnung in dem zu seiner Rettung. Wilhelm Salber sieht als Leitmotiv eine unheimliche Besessenheit, derer sich der junge Mensch noch nicht erwehren kann. Solche Menschen erscheinen nach außen nur unbeständig, obwohl dahinter ein unfassbares, starres Bild steht.

## Rezeptionen
Hans Christian Andersen nutzte den Stoff für ein Märchen Raven. In Fables kommt der treue Johannes vor.

## Film
- 1987: Der treue Johannes bzw. Die goldene Jungfrau (Original: Mahuliena, zlatá panna), Spielfilm, 90 min., ČSSR/Deutschland 1987, Regie: Miloslav Luther (als Slavo Luther).[9][10] Nach Motiven der Brüder Grimm.
- 1999: SimsalaGrimm, deutsche Zeichentrickserie 1999, Staffel 2, Folge 4: Der treue Johannes.